# Taenia (costume)
Pour les articles homonymes, voir Ténia (homonymie).

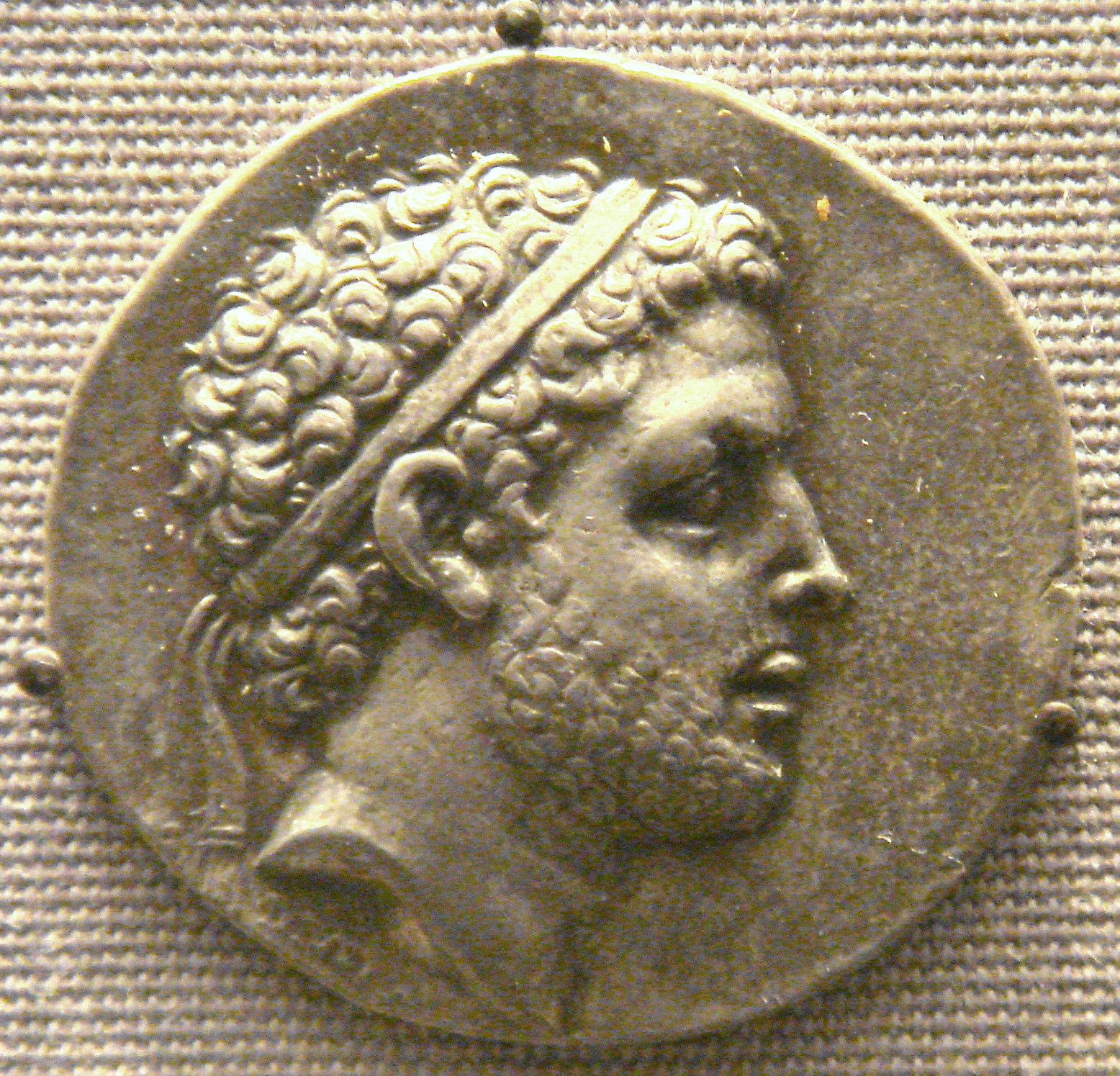
Pièce de monnaie de Persée de Macédoine portant une taenia

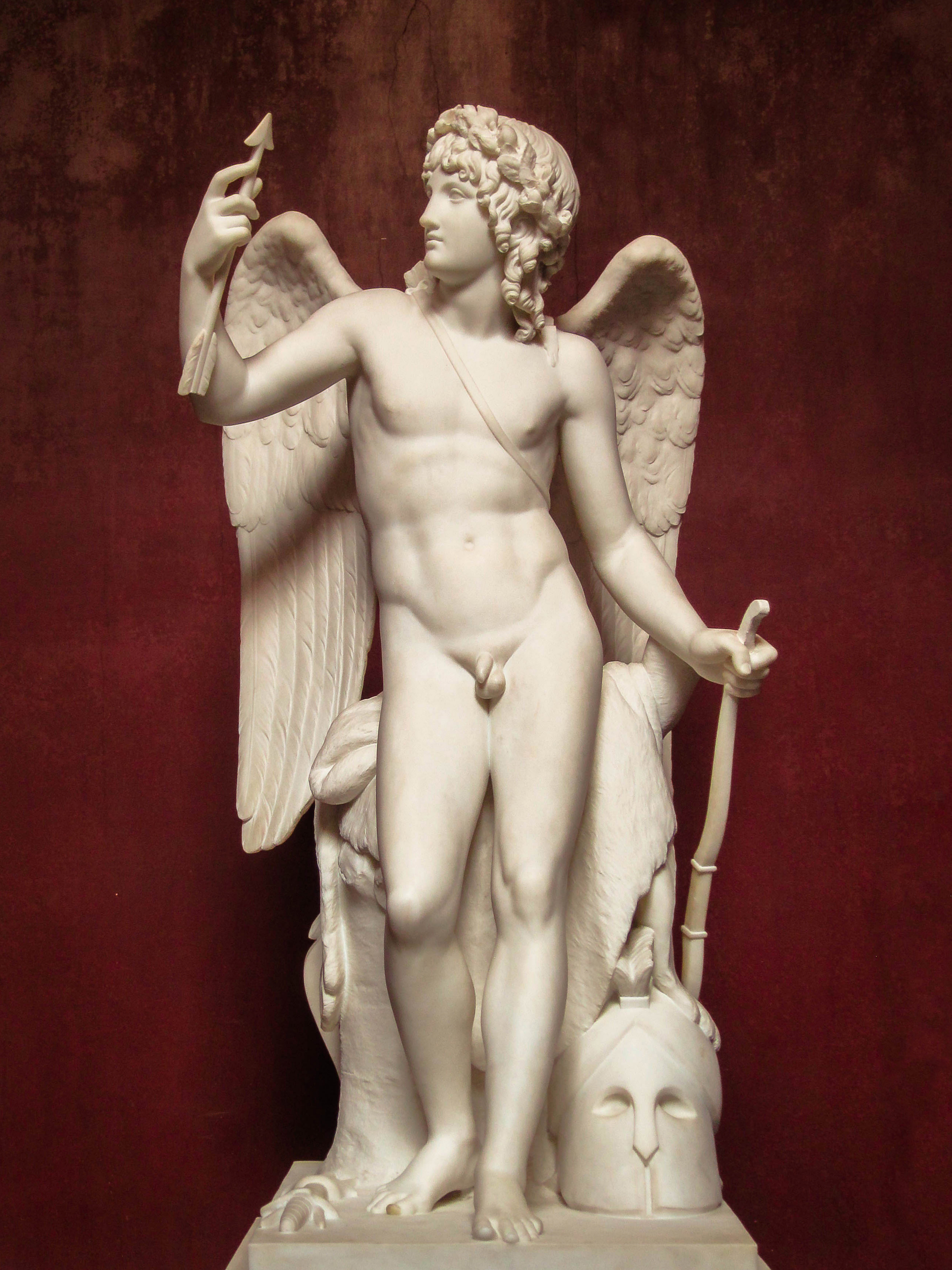
Cupidon (portant une taenia), sculpture de Bertel Thorvaldsen

Dans la Grèce antique, une taenia, tænia ou ténia (grec ancien : ταινία / tainía ; pl : ταινίαι / tainíai ou latin : taenia ; pl : taeniae) était un bandeau, un ruban, ou un filet porté autour du front.
Le mot peut désigner différents éléments :
- Les deux extrémités d'un ruban appelé vitta, qui recouvrait un bandeau de laine (infula). Ces deux extrémités permettaient de ceindre l’infibula autour du front (Virg. Aen. VII, 352, taenia vittae ; Serv. ad Virg. Aen. V, 269, vittae extremitas)[1].
- Les rubans servant à fixer les deux extrémités d'une récompense honorifique (corona), une branche de chêne, d'olivier, de laurier, etc. liée autour de la tête (Ennius ap. Fest. s.v. ; Virg. Aen. V, 269 ; Serv. ad l.).
- Une bande pour soutenir le sein, que portaient les jeunes filles sous leurs vêtements et contre la peau même. Également appelé fascia pectoralis (Apul. Met. X, p. 225 ; Anacr. XXII, 32).

La tænia faisait partie du costume traditionnel grec. Les bandeaux étaient portés aux fêtes et festivals.
Lors des fêtes crétoises, elle était placée sur les cornes des taureaux sacrificiels; les gagnants s'en paraient avant de recevoir la couronne.

## La taenia chez les dieux

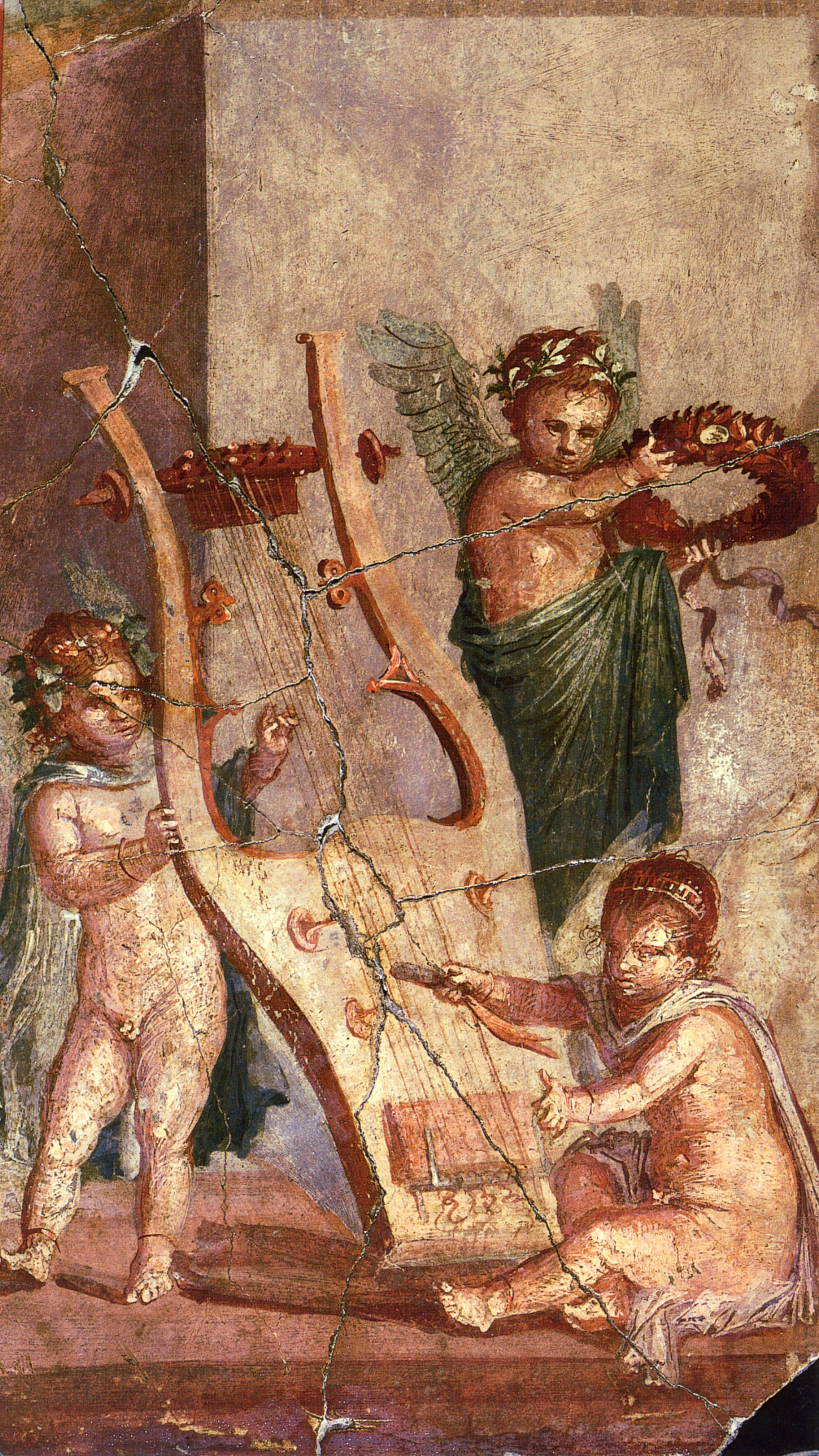
Cupidons jouant avec une lyre (fresque romaine à Herculanum).

Les dieux aussi portaient la taenia.
La taenia permettait de différencier Himéros de son jumeau Éros.
Des siècles plus tard, quand les Érotes sont représentés en cupidons ou chérubins joufflus, la taenia continue à les distinguer.
Dans cette fresque, bien que romaine, les trois Érotes sont représentés.
Le cupidon assis qui porte une taenia est Himéros. Éros est nu et Pothos porte une chlamyde.

## Dans la Rome antique

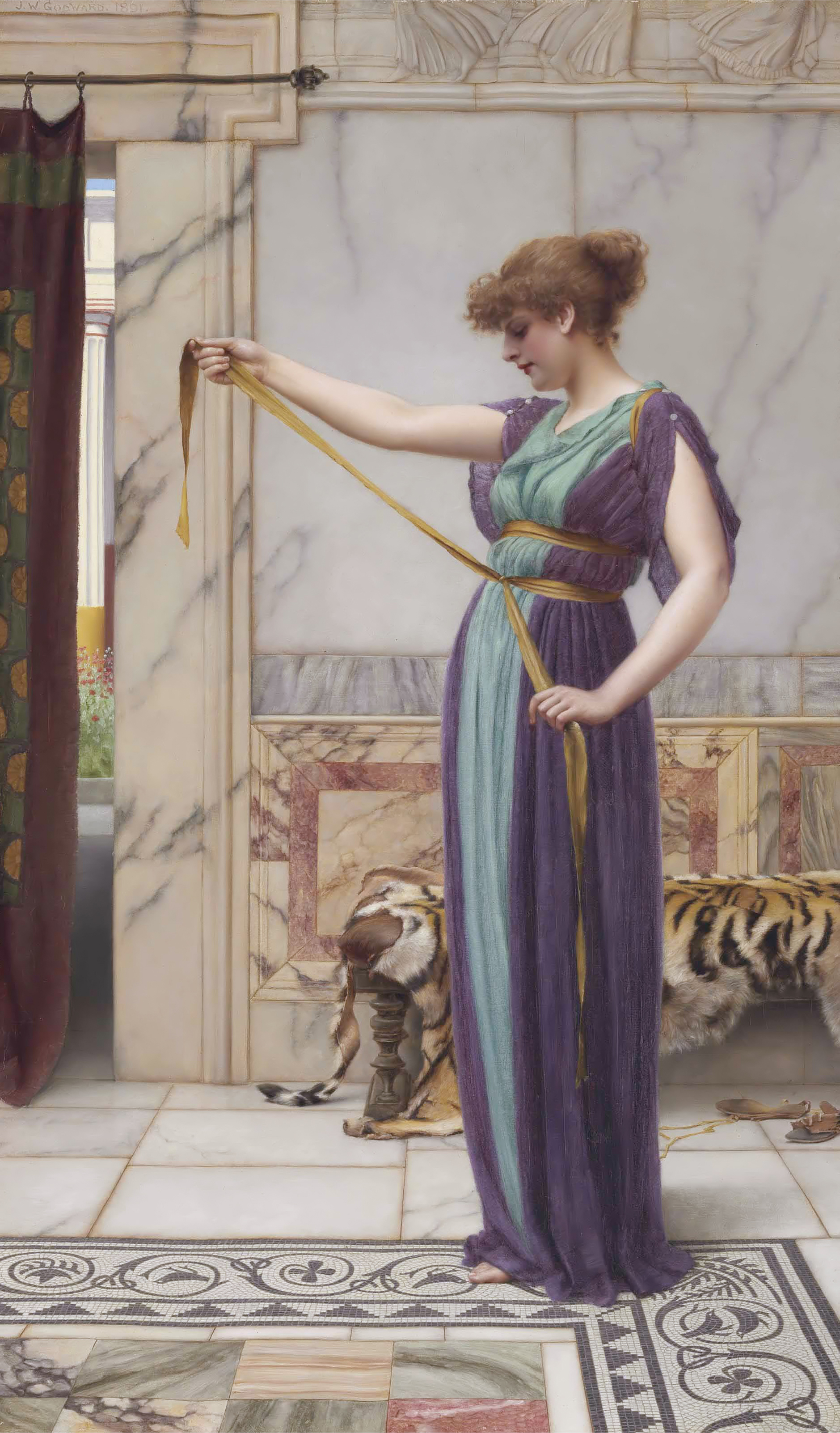
Une femme de Pompéi portant une taenia

Elles ont été plus tard adoptées par les Romains.
Elle pouvait aussi être porté autour de la taille par les femmes.
Ce type de bandeau est devenu le diadème, utilisé comme symbole royal.

## Littérature
- Walter Hatto Groß: Taenia. In: Der Kleine Pauly (KlP). Band 5, Stuttgart 1975, Sp. 494 f. Realencyclopädie der classischen Altertumswissenschaft
- Friedrich von Schrötter (ed.): Wörterbuch der Münzkunde. Berlin: De Gruyter, 1970, p. 674
- Dictionnaire des Antiquités romaines et grecques - Anthony Rich (3e éd., 1883)